# Muzeum Historii Naturalnej w Berlinie

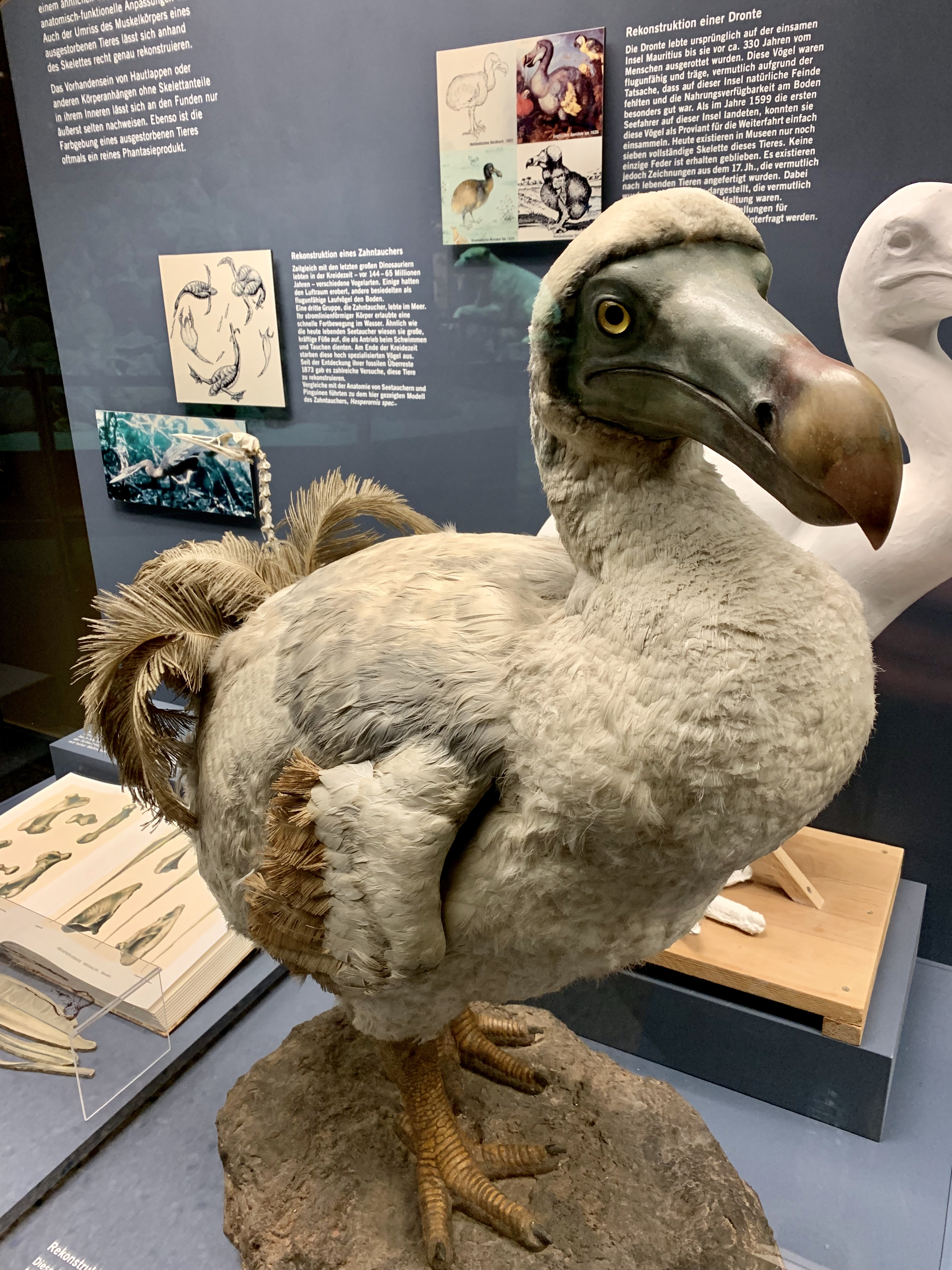
Model ptaka dodo

Muzeum Historii Naturalnej w Berlinie (niem. Museum für Naturkunde) – muzeum w Berlinie, znane także jako Naturkundemuseum, rzadziej jako Humboldt-Museum. W swoich zbiorach posiada kolekcję ponad 30 milionów eksponatów zoologicznych, paleontologicznych, mineralogicznych i innych. Najbardziej znanymi eksponatami są: największy zrekonstruowany i złożony szkielet dinozaura na świecie oraz najlepiej zachowany, skamieniały okaz wczesnego ptaka z rodzaju Archaeopteryx.
Jest to największe muzeum historii naturalnej w Niemczech. Formalnie jest to część Uniwersytetu Humboldta w Berlinie. Kolekcje muzealne obejmują głównie trzy dziedziny nauk przyrodniczych: zoologię, paleontologię i mineralogię. Oprócz funkcji dydaktycznych, muzeum prowadzi szeroko zakrojone prace naukowe, organizuje ekspedycje badawcze i wydaje czasopisma naukowe.
Okazy zoologiczne pochodzą między innymi z niemieckiej wyprawy głębokomorskiej Valdiva (1898–1899), Niemieckiej Wyprawy na Biegun Południowy (1901–1903), czy Niemieckiej Ekspedycji Sunda (1929–1931). W zbiorach znajdują się także już wymarłe gatunki zwierząt jak kwagga właściwa czy wilk workowaty.
Wyprawy do złóż skamieniałości w Tendaguru, w przeszłości w Niemieckiej Afryce Wschodniej, dziś Tanzanii, wzbogaciły muzeum w okazy paleontologiczne. Zbiory te są tak bogate, że obecnie wystawia się jedynie jeden na trzysta okazów.
Dodatkowa wystawa obejmuje kolekcję minerałów, reprezentującą około 75% minerałów świata, kolekcję meteorytów, czy największe bryły bursztynu na świecie. Muzealna kolekcja minerałów wywodzi swe początki z Pruskiej Akademii Nauk z 1700.

## Rekonstrukcjabrachiozaura

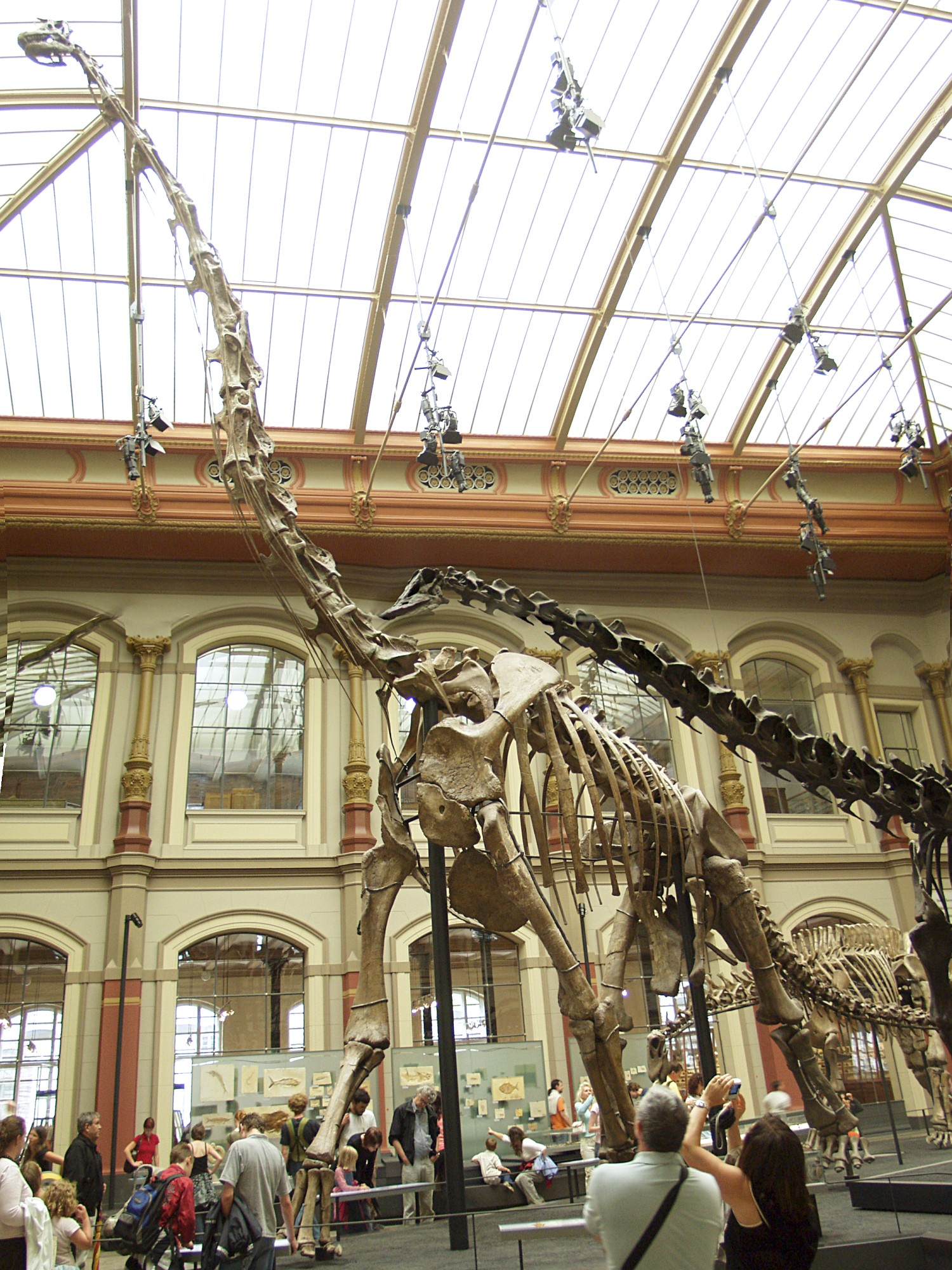
Rekonstrukcja brachiozaura

Okaz zrekonstruowanego dinozaura gatunku Brachiosaurus (lub Giraffatitan) brancai zajmuje główne miejsce w środkowej sali wystawowej i jest największym złożonym szkieletem dinozaura na świecie.
Okaz składa się ze skamieniałych kości, wykopanych podczas wyprawy niemieckiego paleontologa Wernera Janenscha do Tanzanii, w latach 1909–1913. Większość szczątków pochodzi z jednego zwierzęcia, z wyjątkiem kilku kręgów ogona, które są pozostałością innego zwierzęcia podobnej wielkości i tego samego gatunku.
Cały okaz mierzy sobie 11,72 metra wysokości i 22,25 metra długości. Szacuje się, że samo zwierzę ważyło ponad 50 ton. Co prawda szkielet Diplodocus carnegiei zmontowany w Carnegie Museum of Natural History w Pittsburghu w USA jest dłuższy (27 metrów), ale okaz berlińskiego dinozaura jest wyższy i znacznie masywniejszy.

## Archaeopteryx
„Berliński okaz” Archaeopteryx lithographica (HMN 1880) jest także elementem wystawy w środkowej sali. Okaz kopalny łączący w sobie cechy dinozaurów z cechami ptaków był bezpośrednim dowodem na istnienie ogniwa ewolucyjnego łączącego gady i ptaki. Tym samym okaz ten stał się jedną z najsławniejszych skamieniałości świata.
Okaz odnaleziono w 1874 lub 1875 w Blumenberg obok Eichstätt, Niemcy, przez rolnika Jakoba Niemeyera. Jest to jeden z dziesięciu odkrytych okazów Archaeopteryxa i jednocześnie najbardziej kompletny. Inny cenny okaz to skamieniałe pióro, o wieku datowanym na 150 milionów lat, a odnalezione w 1860, także jest w zbiorach muzeum, podobnie jak kopie większości pozostałych znalezisk archeopteryksa.

## Historia
Kolekcja minerałów, zanim stała się ona okazem muzealnym, stanowiła część zbioru dydaktycznego Berlińskiej Akademii Górniczej. Po powołaniu uniwersytetu w Berlinie w 1809, przejął on część tych kolekcji w 1814 pod szyldem nowego Muzeum Mineraologii. W 1857 powołano wydział paleontologii, a w 1854 petrografii i geologii, które całkowicie przejąły pieczę nad zbiorami. W 1886 uniwersytet, nie mając już wolnych powierzchni magazynowych dla zbiorów, zaczął nieopodal budowę nowego budynku na Invalidenstrasse 43, który otwarto już jako Muzeum Historii Naturalnej w 1889.
Muzeum podczas II wojny światowej było poważnie uszkodzone. Różne naloty uszkodziły dach, jakkolwiek zbiory, przeniesione w bezpieczniejsze miejsce, pozostały w większości nieuszkodzone. Jednak podczas nalotu 3 lutego 1945 uległo zniszczeniu wschodnie skrzydło budynku, a wraz z nim zmiażdżone zostały kolekcje ssaków i szkielety wielorybów. Skrzydła nigdy później do końca nie odbudowano.
W 1993 muzeum podzieliło się na istniejące obecnie: Instytut Mineralogii, Zoologii i Paleontologii.